# オリンピックの野球競技
オリンピックの野球競技（オリンピックのやきゅうきょうぎ）は、夏季オリンピックにおける野球競技について述べる。

## 概要

### 大会方式
予選の上位チームが出場する。1996年アトランタオリンピックまではアマチュア選手の参加しか認められていなかったが、2000年シドニーオリンピックからプロ野球選手の参加が可能となった。野球を国技と位置づけるアメリカやキューバの活躍が目覚しい。ただし、MLBの各球団契約選手40人（40-manロースター）のうち、公式戦に出場できる25人（アクティブ・ロースター）は参加することはできなかった。

### 対戦方式
オリンピックでの野球は8か国の総当たり戦から始まる。延長戦の上限は無いが、2008年の北京オリンピックでは、IBAF国際大会ルールにより延長11回からのタイブレークが導入された。上位4か国が決勝トーナメントに進出して予選1位と予選4位、予選2位と予選3位がそれぞれ対戦。勝者が決勝へ。敗者は3位決定戦に進む。尚、予選で敗退した4カ国はその順位が最終順位となる。

### MLB選手不参加問題
上記にあるようにオリンピックにはMLB選手（アクティブ・ロースター）は参加できなかった。出場しない理由として、開催時期が基本的にレギュラーシーズンの終盤に差し掛かり、プレーオフ進出チームの決定を左右する大事な時期であるために、試合の質を落とすことができないなどの問題がある。そのため、マイナーリーグ（40-manロースター含む）や独立リーグ所属選手、MLB入りが期待される大学生などがアメリカ代表として出場していた。なお、2021年に野球がオリンピックに復帰した場合には、準決勝および決勝に限りMLB選手（アクティブ・ロースター）を参加させる案を示していたものの、実現しなかった。また2028年のオリンピックでの野球競技復帰決定に際して、MLBは「トップ選手の参加」を確約する文書を世界野球ソフトボール連盟（WBSC）に送っており、MLB選手会もこれに同意しているとした。

## 歴史
オリンピックにおける野球競技は、1904年セントルイス大会で公開競技として実施されたのが初めてである。その後1912年ストックホルム大会、1936年ベルリン大会、1956年メルボルン大会、1964年東京大会、1984年ロサンゼルス大会、1988年ソウル大会で公開競技として実施されている。なお、1952年ヘルシンキ大会では、野球が開催国・フィンランドで発展した競技であるペサパッロが公開競技として実施されている。
1992年バルセロナ大会では正式競技として採用され、以後2008年北京大会まで5大会連続で実施された。しかし、2012年ロンドン大会では、野球の世界的な普及率が低いこと、女性の同一競技がないことなどを理由としてソフトボールとともに正式競技から除外される（後述）。2013年に男女種目数アンバランス解消のため、野球とソフトボールの国際競技連盟を統合して世界野球ソフトボール連盟を設立し、競技「野球・ソフトボール」の種目としてオリンピック競技への復帰を目指したが、2016年リオデジャネイロ大会でも実施されなかった。2021年東京大会では野球・ソフトボールが正式競技にならないことはIOC理事会で決定したものの、開催都市組織委員会が提案できる追加種目として実施されることがIOC総会で決定した。2024年パリ大会では再び除外されることが決定した一方、2028年ロサンゼルス大会では、開催都市組織委員会提案の追加種目として開催が決まっている。

## 正式競技除外
夏季オリンピックの肥大化という現状にIOCは危機感を募らせ、2002年にオリンピックプログラム委員会が、近代五種競技とあわせ、環太平洋地域の特定地域以外では盛んに行われていない競技であるという理由で野球、ソフトボールに対して正式競技からの除外を勧告、その動きを受けた日本野球機構はIOCのジャック・ロゲ会長宛てに嘆願書をIOCに送付した。同年、メキシコで行われたIOCの総会では五輪競技としての存続を決める投票を実施したが、当時の28競技で除外された競技はひとつもなかった。
しかし、2005年7月8日にシンガポールで行われたIOCの総会で、現行の28競技を対象にジャック・ロゲ会長と欠席した理事3人を除く116人のIOC理事の投票で再び五輪競技としての存続を決める投票を実施。過半数の賛成票を集められなかった野球とソフトボールが2012年ロンドンオリンピックからの除外が決定した。
その後、2006年2月のIOC総会でソフトボールと共にロンドンオリンピックでの正式競技復帰を求め再投票を実施するよう緊急動議が出されたが、「再投票を実施するか否か」という投票で過半数を獲得できずに、この時点でロンドンオリンピックでの除外が最終決定した。
ただ、日本ではプロとアマで構成されている全日本野球会議が「2016年の野球競技復活」を目標に掲げ、早稲田大学野球部（当時）の斎藤佑樹と東北楽天ゴールデンイーグルスの田中将大を起用したプロモーションビデオを製作して球場で流すなどの活動を行っていた。
しかし、2009年8月13日のIOC理事会では、理事15人の無記名投票の結果、ソフトボールとともに落選が決定した。
2005年のIOCのレポートでは、国際野球連盟は野球が普及していない地域の人々に対して多くのアピールができたはずのなのに努力を怠っていたこと、組織としてこれからの具体的なプランを欠いていたこと、オリンピックの収入に高く依存している（56.9%）こと、過去のオリンピックや世界大会ではテレビ中継やテレビ報道する国が少なく、放映権も売れていないこと、役員に女性がいないこと、ドーピングの問題、MLB選手参加の問題、そして開催地の負担が大きくなりえること、以上のことが指摘されている。

## 復帰活動
野球の五輪復帰を目指す国際野球連盟は、以下の改善やアピールを行っている。
- 除外の理由の一つとして女子種目の増加を目指すIOCの方針に反して女子種目が盛んでないことがあった野球が女子が盛んなソフトボールと競技および国際競技連盟を統合、世界野球ソフトボール連盟（WBSC）[13]を結成し、男女のアンバランスを低減した
- 統合した競技の名称を「ダイヤモンドスポーツ」とする案もあったが、2020年7月現在、実施されていない
- 野球とソフトボールの会場共用
- 開催期間を5日間もしくは6日間に短縮[14]
- 準決勝以降のMLB選手の参加[1]
- 7回制導入の検討[15]
- WBCおよびWBC予選、IOC関連のイベントでの国際的アピール

国際野球連盟の収支健全化も課題であるが、失ったオリンピック収入分を期限付きではあるもののMLBが補い、またWBCの収入の一部を受け取っていたりと、今度は近年グローバル展開を推し進めるMLBからの援助や収入に依存するという形になりつつある。

## 結果
| 回 | 開催年 | 開催地       |          | 決勝     | 決勝           | 決勝                 |        | 3位決定戦  | 3位決定戦 | 3位決定戦 |  | 出場 国数 |
| 回 | 開催年 | 開催地       | 優勝     | 結果     | 準優勝         | 3位                  | 結果   | 4位        |           |           |  | 出場 国数 |
| -- | ------ | ------------ | -------- | -------- | -------------- | -------------------- | ------ | ---------- | --------- | --------- |  | --------- |
| 1  | 1992年 | バルセロナ   |          | キューバ | 11 - 1         | チャイニーズタイペイ |        | 日本       | 8 - 3     | アメリカ  |  | 8         |
| 2  | 1996年 | アトランタ   | キューバ | 13 - 9   | 日本           | アメリカ             | 10 - 3 | ニカラグア | 8         |           |  |           |
| 3  | 2000年 | シドニー     | アメリカ | 4 - 0    | キューバ       | 韓国                 | 3 - 1  | 日本       | 8         |           |  |           |
| 4  | 2004年 | アテネ       | キューバ | 6 - 2    | オーストラリア | 日本                 | 11 - 2 | カナダ     | 8         |           |  |           |
| 5  | 2008年 | 北京         | 韓国     | 3 - 2    | キューバ       | アメリカ             | 8 - 4  | 日本       | 8         |           |  |           |
| 6  | 2020年 | 東京         | 日本     | 2 - 0    | アメリカ       | ドミニカ共和国       | 10 - 6 | 韓国       | 6         |           |  |           |
| 7  | 2028年 | ロサンゼルス | 不明の旗 | -        | 不明の旗       | 不明の旗             | -      | 不明の旗   | 6         |           |  |           |

## 代表別通算成績

### メダル獲得数の国別一覧
| 順 | 国・地域             | 金 | 銀 | 銅 | 計 |
| -- | -------------------- | -- | -- | -- | -- |
| 1  | キューバ             | 3  | 2  | 0  | 5  |
| 2  | 日本                 | 1  | 1  | 2  | 4  |
| 2  | アメリカ             | 1  | 1  | 2  | 4  |
| 4  | 韓国                 | 1  | 0  | 1  | 2  |
| 5  | チャイニーズタイペイ | 0  | 1  | 0  | 1  |
| 5  | オーストラリア       | 0  | 1  | 0  | 1  |
| 7  | ドミニカ共和国       | 0  | 0  | 1  | 1  |
| 計 | 計                   | 6  | 6  | 6  | 18 |

### 参加国と順位
| 国・地域             | 1992 | 1996 | 2000 | 2004 | 2008 | 2020 | 出場回数 |
| -------------------- | ---- | ---- | ---- | ---- | ---- | ---- | -------- |
| オーストラリア       | -    | 7    | 6    | 2    | -    | -    | 3        |
| カナダ               | -    | -    | -    | 4    | 6    | -    | 2        |
| 中国                 | -    | -    | -    | -    | 8    | -    | 1        |
| チャイニーズタイペイ | 2    | -    | -    | 5    | 5    | -    | 3        |
| キューバ             | 1    | 1    | 2    | 1    | 2    | -    | 5        |
| ドミニカ共和国       | 6    | -    | -    | -    | -    | 3    | 2        |
| ギリシャ             | -    | -    | -    | 7    | -    | -    | 1        |
| イスラエル           | -    | -    | -    | -    | -    | 5    | 1        |
| イタリア             | 7    | 6    | 7    | 8    | -    | -    | 4        |
| 日本                 | 3    | 2    | 4    | 3    | 4    | 1    | 6        |
| 韓国                 | -    | 8    | 3    | -    | 1    | 4    | 4        |
| メキシコ             | -    | -    | -    | -    | -    | 6    | 1        |
| オランダ             | -    | 5    | 5    | 6    | 7    | -    | 4        |
| ニカラグア           | -    | 4    | -    | -    | -    | -    | 1        |
| プエルトリコ         | 5    | -    | -    | -    | -    | -    | 1        |
| 南アフリカ共和国     | -    | -    | 8    | -    | -    | -    | 1        |
| スペイン             | 8    | -    | -    | -    | -    | -    | 1        |
| アメリカ             | 4    | 3    | 1    | -    | 3    | 2    | 5        |
| 参加国数             | 8    | 8    | 8    | 8    | 8    | 6    |          |